# Afroleptomydas anomalus
Afroleptomydas anomalus är en tvåvingeart som beskrevs av Hesse 1969. Afroleptomydas anomalus ingår i släktet Afroleptomydas och familjen Mydidae. Inga underarter finns listade i Catalogue of Life.